# Хитряков, Николай Васильевич
Николай Васильевич Хитряков (1950, Витебск — Витебск) — советский и белорусский борец  греко-римского стиля, призер чемпионатов СССР, тренер.

## Биография
Родился в 1950 году в Витебске, где начал заниматься классической борьбой у будущего заслуженного тренера СССР Владимира Изопольского. В 1969 и 1970 годах побеждал на первенствах Советского Союза среди молодёжи в легчайшем весе. Под влиянием этих успехов в борьбу пришли ученики его школы, в том числе будущий многократный чемпион мира и Европы Игорь Каныгин. В 1971 году стал серебряным а в 1972 году бронзовым призером чемпионата СССР. После окончания спортивной карьеры начал работать тренером в Витебске.
В Витебске проводится регулярный республиканский турнир по греко-римской борьбе памяти Николая Хитрякова.

## Спортивные результаты
- Чемпионат СССР по борьбе среди молодёжи 1969 —
- Чемпионат СССР по борьбе среди молодёжи 1970 —
- Чемпионат СССР по классической борьбе 1971 года — ;
- Чемпионат СССР по классической борьбе 1972 года — ;